# Ганінчак Йосип
Ганінчак Йосип (* 1875, Живець Краківського воєводства — † 6 червня 1922, Відень) — український правник, громадський діяч, посадовець ЗУНР.

## Життєпис
Народився у сім'ї залізничного урядовця. Коли прийшов час Йосипові йти до школи, батько переводиться на нижчу посаду, але до Львова — мав ще двох менших синів — щоб мати змогу виховувати їх в українському середовищі.
1892 року закінчив Академічну гімназію, поступає до Львівського університету на правничий факультет. В часі навчання активно бере участь у діяльності товариств «Ватра» та «Академічного товариства» — згодом злилися в «Академічну громаду». В тому часі входив до складу Головного виділу товариства «Просвіта».
1896 року закінчує навчання, почав приватну судову практику, 1900 року стає суддею в Дрогобичі. Поряд з основною працею, їздив по селах з відчитами та викладами, був членом виділу української бурси, допомагав влаштовувати українські свята.
При ході виборів до Галицького сейму 1907 року працював на здійснення походу єдиною колоною українських сил в повіті. Того ж року призначений заступником державного прокурора в Станиславові. На новій посаді змушено не втручається в політику, але в різних політичних карних справах прислужився справі захисту українців.
1912 року Українська парламентарна репрезентація виклопотала у австрійських властей посаду українського представника у Генеральній прокуратурі прокуратури — в Найвищому судовому трибуналі у Відні, її займає Ганінчак.
1918 року призначений першим прокурором при Генеральній прокуратурі (державний генеральний прокурор)— за сприяння Є. Петрушевича.
Після розпаду Австро-Угорщини його — в числі інших урядовців не німецької національності, з державної служби звільнено.
Урядом ЗУНР призначений головним ліквідатором тодішнього Міністерства війни, в ліквідаційній комісії працював до літа 1920 року.
1 серпня 1920 року диктатор Є. Петрушевич призначив його «уповноваженим для справ, входячих в круг компетенції колишніх державних секретарів внутрішніх справ, судівництва, просвіти і віросповідань, рільництва, пошт і телеграфів, шляхів і публічних робіт».
Через непорозуміння влітку 1921 року Ганінчак звільнений з посади уповноваженого, йому доручено очолити українську кодифікаційну комісію. Під його керівництвом комісія опрацювала: проект законів про амністію, про організацію судів, підготувала розпорядження, що мали вступити в силу після перебрання влади.
Помер раптово 6 червня 1922 року у Відні.